# Cancelliere di Francia
Il cancelliere di Francia è uno dei più importanti ufficiali della corona al tempo della dinastia dei Borbone in Francia. Il cancelliere era il secondo in classifica dopo il connestabile. Dal 1626, il cancelliere occupò il primo posto.

## Storia
L'ufficio del cancelliere di Francia deriva da quello dell'arcivescovo dell'era Carolingia, che regnò sul Regno franco tra l'VIII e il X secolo. A quel tempo, un cancelliere era responsabile del clero e dei segretari incaricati di rilasciare certificati, capitolari e altri documenti scritti alla corte. Era anche responsabile per la conservazione e la fabbricazione del sigillo reale.
Dopo la divisione dell'impero di Carlo Magno nella Francia occidentale e nell'impero tedesco orientale, la cancelleria fu completata in Francia dal X secolo dall'arcivescovo di Reims. Dopo la morte dell'ultimo cancelliere carolingio, l'arcivescovo Adalberone di Reims, nel 969, il primo re della casa di Capetingi non fu più nominato cancelliere. Il capo della cancelleria francese sarebbe ora il cancelliere di Francia. In Germania, dopo il Sacro Romano Impero, il titolo di Cancelliere fu preservato.
Successivamente il cancelliere di Francia divenne anche una sorta di ministro della Giustizia. Se il cancelliere non poteva più accedere al suo lavoro, ad esempio per motivi di salute, il titolare del sigillo avrebbe svolto le sue funzioni.
L'ultimo cancelliere è morto nel 1790 e in seguito non sono stati nominati nuovi. Nel 1791, il guardiano dei sigilli ricevette il titolo di Ministro della Giustizia.